# 西川廣人
西川 廣人（さいかわ ひろと、1953年〈昭和28年〉11月14日 - ）は、日本の実業家。日産自動車株式会社で代表執行役社長と最高経営責任者（CEO）を兼任した。

## 人物・来歴
東京都立戸山高等学校を経て、東京大学経済学部を卒業。
1977年、日産自動車に入社。1999年以降、米国や欧州地域のマネジメント・コミッティ議長や、購買部門を統括する副社長、CCO（チーフ・コンペティティブ・オフィサー）、副会長を歴任。2016年11月より、代表取締役会長兼社長兼CEOのカルロス・ゴーンが三菱自動車工業の会長を兼務することに伴い、日産自動車の共同CEO兼副会長に就任。
2017年、日産自動車の代表取締役社長兼CEOに就任。2018年に、代表取締役会長のカルロス・ゴーンおよび代表取締役のグレッグ・ケリーが金融商品取引法違反容疑で逮捕された際には、日産自動車側代表として1人で記者会見に臨み、1時間以上にわたり謝罪と状況説明、質疑応答を行った。
2019年、コーポレート・ガバナンスの強化を図り、日産自動車を指名委員会等設置会社に移行した。その後、不当に多く報酬を受け取っていた問題が発覚し社内調査がなされたが、意図的に多く報酬を得ようとして指示をしたことはないと結論付けられ、他の報酬を多く受け取っていた役員に関しても同様としていた。しかし、9月9日の取締役会で社外取締役の井原慶子が辞任を促し、社内の世代交代に反発していた山内康裕COOも即時辞任を主張した。これらの騒動の責任を取り、9月16日付で代表執行役社長兼CEOを辞任、山内康裕が暫定的に代表執行役社長兼CEO代行に就任した。川口均副社長は、「西川社長の気持ちを察すると忸怩たる思いだ」とした上で、「ガバナンス改革が機能した」と評した。
2020年2月に日産の取締役を退任し、日産から完全に離れた。

## 略歴
- 1977年（昭和52年）3月 - 東京大学経済学部卒業[9]。
- 1977年（昭和52年）4月 - 日産自動車株式会社入社[10]。
- 1999年（平成11年）7月 - 欧州日産自動車会社出向[9]。
- 2000年（平成12年）4月 - 日産自動車株式会社 購買企画部部次長[11]。
- 2000年（平成12年）10月 - 日産自動車株式会社 購買企画部部長[10]。
- 2001年（平成13年）4月 - ルノー・ニッサン・パーチェシング・オーガニゼーション エグゼクティブ・ゼネラルマネジャー[9]。
- 2003年（平成15年）4月 - 日産自動車株式会社常務執行役員[10]。
- 2005年（平成17年）4月 - 日産自動車株式会社副社長執行役員[10]。
- 2005年（平成17年）6月 - 日産自動車株式会社取締役副社長[10]。
- 2006年（平成18年）5月 - ルノーS.A.取締役[12]。
- 2007年（平成19年）5月 - 日産・ノースアメリカ・インク取締役社長[13]。
- 2011年（平成23年）6月 - 日産自動車株式会社代表取締役副社長[9]。
- 2013年（平成25年）4月 - 日産自動車株式会社代表取締役副社長兼CCO[14]。
- 2014年（平成26年）4月 - 日産自動車株式会社代表取締役CCO[15]。
- 2015年（平成27年）6月 - 日産自動車株式会社代表取締役副会長兼CCO[16]。
- 2016年（平成28年）5月 - 一般社団法人日本自動車工業会会長[17]。
- 2016年（平成28年）6月 - 自動車公正取引協議会会長[18][19]。
- 2016年（平成28年）11月 - 日産自動車株式会社代表取締役副会長兼共同CEO[20]。
- 2017年（平成29年）4月 - 日産自動車株式会社代表取締役社長兼CEO[21]。
- 2017年（平成29年）6月 - 日産・三菱B.V.取締役[22]。
- 2019年（令和元年）6月 - 日産自動車株式会社取締役[23]。
- 2019年（令和元年）6月 - 日産自動車株式会社代表執行役社長兼CEO[23]。
- 2019年（令和元年）9月 - 日産自動車株式会社代表執行役社長兼CEOを退任。
- 2020年（令和2年）2月 - 日産自動車株式会社取締役を退任[8]。

## その他
- 2019年3月期の役員報酬は4億400万円[24]。
- 非常に規則を重んじる人物であり、私用と社用の電話2つを持っているが、家族にかけるときは絶対に社用電話は使わない[25]。
- 東京大学在学中にはハコスカを所有し、新入社員が最初に行う製造ライン実習では村山工場に配属されていた。